# بخش ایاکوچو (سان لوئیس)
بخش ایاکوچو (به اسپانیایی: Departamento Ayacucho) یک منطقهٔ مسکونی در آرژانتین است که در استان سان لوئیس واقع شده‌است.